# クリスティアン・チャベス
クリスティアン・マヌエル・チャベス（Cristian Manuel Chávez, 1986年6月16日 - ）は、アルゼンチン・ブエノスアイレス州出身の同国代表サッカー選手。クルブ・ホルヘ・ウィルステルマン所属。ポジションはMF。

## 経歴
クラブ・アルマグロ戦でデビューした。この試合は乱闘になり、両者敗北が言い渡された。
2011年3月16日のベネズエラ戦で代表デビューし、代表初得点となる先制ゴールを挙げた。
2015年2月9日、アルセナルFCに期限付き移籍で加入した。
2016年1月27日、アステラス・トリポリスFCに移籍。翌年1月11日より、LFPBのクルブ・ホルヘ・ウィルステルマンに加入した。

## タイトル
ボカ・ジュニアーズ
- レコパ・スダメリカーナ : 2008
- プリメーラ・ディビシオン : 2008アペルトゥーラ
- コパ・アルヘンティーナ : 2012

ラヌース
- コパ・スダメリカーナ : 2013